# B. J. Mullens
Byron James Mullens (Canal Winchester, Ohio, 14. veljače 1989.) američki je profesionalni košarkaš. Igra na poziciji centra, a trenutačno je član NBA momčadi Oklahoma City Thundera. Izabran je u 1. krugu (24. ukupno) NBA drafta 2009. od strane Dallas Mavericksa, ali je odmah mijenjan u Oklahomu.

## Rani život
Mullens je pohađao Canal Winchester High School i rangiran je kao jedan od najboljih budućih sveučilišnih igrača u 2008. godini. Na posljednjoj godini u prosjeku je postizao 26 poena i 15 skokova po utakmici, Najbolju utakmicu odigrao je u finalu državnog prvenstva kada je ubacio 29 poena i 18 skokova. Bio je i članom McDonald's All-American momčadi.

## Sveučilište
Mullens je na sveučilište Ohio State stigao kao zamjena za prethodne centre Buckeyesa Kostu Koufosa i Grega Odena. Bio je treći uzastopni centar koji je postao glavnim igračem sveučilišne momčadi. Izabran je u Big Ten All-freshman momčad i za šestog igrača godine Big Ten konferencije.

## NBA
Izabran je kao 24. izbor NBA drafta 2009. od strane Dallas Mavericksa, no odmah su dogovorili zamjenu s Oklahomom koja je birala mjesto kasnije, te su odabrali francuskog razigravača Rodriguea Beauboisa.

## Vanjske poveznice
- Profil[neaktivna poveznica] na Ohio State
- Profil  Arhivirana inačica izvorne stranice od 3. studenoga 2008. (Wayback Machine) na NBADraft.net
- Profil  na MyNBADraft.com
- Profil[neaktivna poveznica] na DraftExpress.com